# 射水市コミュニティバス

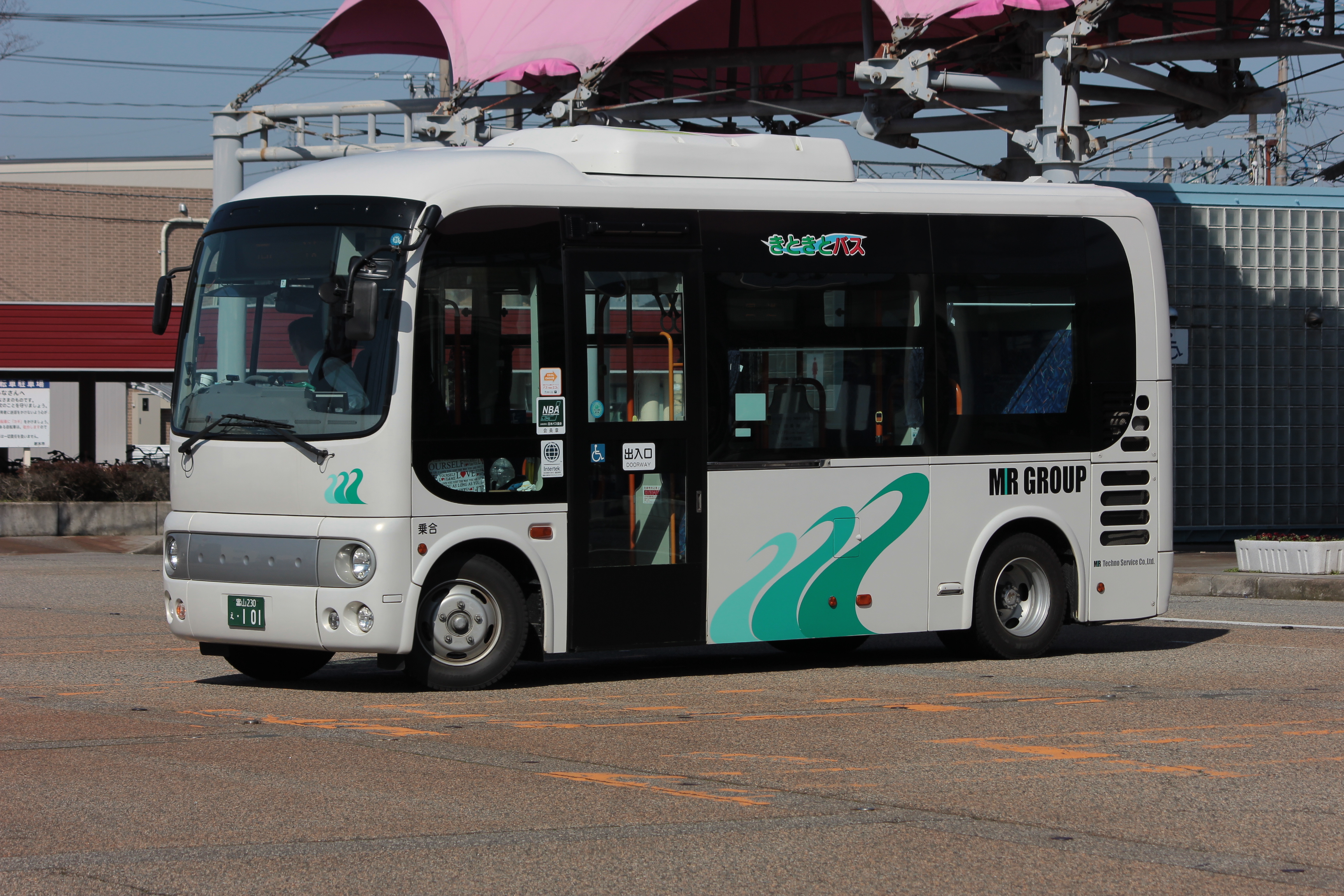
「きときとバス」（エムアールテクノサービスの日野・ポンチョ）

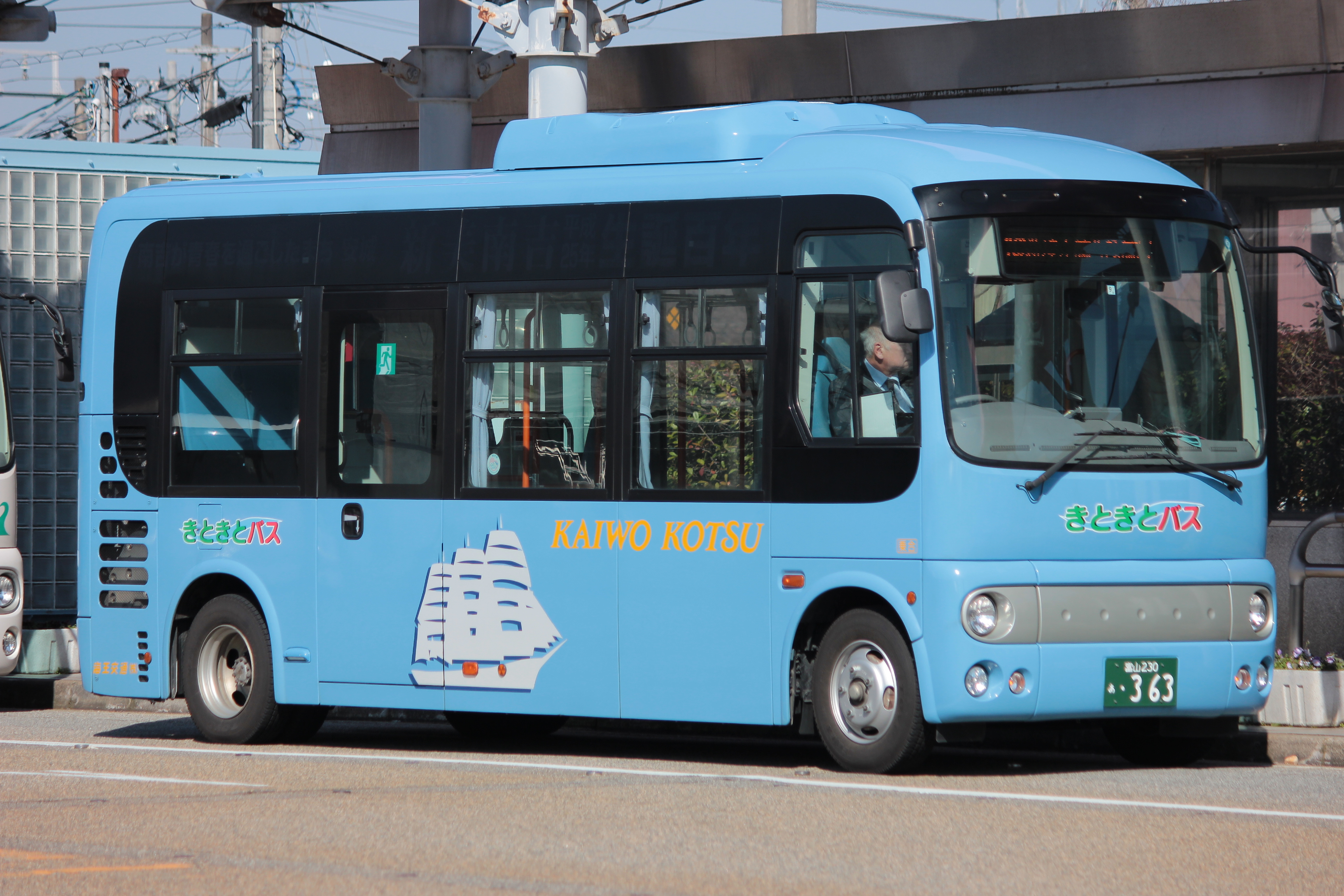
「きときとバス」（海王交通の日野・ポンチョ）

射水市コミュニティバス（いみずしコミュニティバス）は、富山県射水市（一部高岡市と富山市）で運行されているコミュニティバスである。愛称はきときとバス。

## 概要
現在は射水市の一部となっている新湊市や射水郡小杉町などで、それぞれ独自に運行されていたコミュニティバスを前身とし、2005年の市町村合併により射水市全体へと運行エリアを拡大させた。
富山地方鉄道や加越能バスの廃止代替バスや新規路線などにより路線網を拡大し、合併後1年間の試験運行、その後半年の実証運行を経て、2007年4月1日より本格的に運行を開始した。
全21路線・総運行距離445km（本格運行開始時点）と、単一市町村によるコミュニティバスとしては日本でも有数の路線網を誇ったが、旧大門町および旧大島町を中心とする便の多くはデマンドタクシーに移行し、2013年6月1日改正時点では全18路線、（うち冬季（12月から2月まで）の平日のみ運行4路線、土・日・祝日のみ運行1路線）に縮小された。
2016年10月3日より0番中央幹線が運行を開始し、2016年10月時点で全19路線となった。路線網の一部は隣接する富山市、高岡市にまたがっており、富山市内では起終点ならびに富山短期大学前および呉羽高校前のみの停車だが、高岡市の牧野地区においては射水市同様の密度で停留所を置き、地域の足となっている。
2021年（令和3年）1月の豪雪の影響で同年1月8日夕方に全線運休し、翌1月9日から1月13日まで5日間終日運休、1月14日から一部路線の運休及び運行ダイヤの減便、一部バス停の乗り入れ中止やルート変更などを行った上で順次運行を再開し、1月26日に全線運行を再開した。悪天候による運休は運行開始以来初となる。また、2024年1月1日に発生した令和6年能登半島地震の影響で1月2日と1月3日にかけて終日運休することが発表された。

## 委託事業者
実際の運行は、下記の3社のバス事業者に委託されている。括弧内は各社が担当する路線の番号。
- エムアールテクノサービス（8, 12，13，14）[1] - 2007年から受託[1]。
- 海王交通（1, 2, 3, 4, 6, 7, 9, 11, 15, 16, 17）
- 三島野観光（5, 10）[1] - 2008年から受託[1]。

なお、当初は富山地方鉄道や加越能バスも運行を受託していたが、いずれも運行から撤退している。

## 現行路線
市内の鉄道駅である万葉線第一イン新湊 クロスベイ前駅、あいの風とやま鉄道線小杉駅・越中大門駅および隣接する富山市の呉羽駅のいずれかと接続している路線がほとんどであり、利便性の向上が図られている。ほかにも、旧新湊市の射水市民病院が路線網の中核として位置づけられている。
ダイヤや運行ルートなどの詳細は、公式サイト内の「路線図・時刻表」を参照。
1.新湊・大門線
- 越ノ潟と越中大門駅を結ぶ。越中大門駅行きは7時台から17時台まで、越ノ潟行きは8時台から18時台まで、それぞれ1時間おきに運行。

2.新湊・本江線
- 旧新湊市街と本江地区を結ぶ。7時台から17時台まで1時間おきに運行。本江道番停留所はデマンド方式。

3.七美・作道経由庄西線
- 本江地区と中伏木停留場を結ぶ。7時台から16時台まで1時間おきに運行。

4.塚原・作道循環線
- 市民病院を起点に塚原、作道地区を回る路線。塚原循環と作道循環に分かれる。7時台から18時台まで、1時間おきに運行。

5.新湊・越中大門駅線
- 旧新湊市街と越中大門駅、大門高校を結ぶ。途中のルートが1系統とは異なる。7時台から18時台まで朝夕を中心に運行。

6.新湊・呉羽駅線
- 新港東口と富山市の呉羽駅を結ぶ。半数以上は海老江中町 - 呉羽駅間の区間便で、新港東口方面は2系統との乗継が推奨される。7時台から18時台まで朝夕を中心に運行。

7.新湊・小杉線
- 旧新湊市街と小杉駅、鷲塚地区を結ぶ。7時台から18時台（旧新湊市街向けは19時台）まで1時間おきに運行。

8.大島・小杉経由大門線
- 越中大門駅から大島分庁舎・小杉駅を経て大門高校・中学校に至る、一部が切れた形の循環路線。冬季（12月から2月まで）の平日に限り、登校時の大門中学校行き朝1本、下校時の大門中学校発は小杉駅を経て新開発までの区間便のみ夕2本運行。

9.浅井・大門経由小杉駅線
- 小杉駅と串田地区を結ぶが、実質的には大門高校・中学校の通学路線。冬季（12月から2月まで）の平日に限り、登校時の大門高校西行きの区間便朝1本、下校時の小杉駅南口発1本、大門高校西始発の区間便1本運行。

10.櫛田・大門経由小杉駅線
- 小杉駅と櫛田地区南部を結ぶが、実質的には大門高校・中学校の通学路線。冬季（12月から2月まで）の平日に限り、登校時の大門高校西行きの区間便朝1本、下校時の小杉駅南口発1本、大門高校始発の区間便1本運行。

11.小杉駅・水戸田経由大門線
- 小杉駅とから太閤山、下条、水戸田を経由し大門高校・中学校を結ぶ。冬季（12月から2月まで）の平日に限り、登校時の大門中学校行き朝1本、下校時の小杉駅南口行き2本運行。

12.小杉駅・金山線
- 小杉駅を起点に金山地区・太閤山地区を回る循環路線。各方向1日3，4本程度運行。

13.小杉地区循環線
- 小杉駅を起点に旧小杉町内を回る循環路線。左回りと右回りがあり、それぞれ7時台から17時台まで2時間おきに運行。さらに冬季（12月から2月まで）の平日には、右回り区間便が19時台に1本増発される。

14.小杉駅・太閤山線
- 小杉駅と太閤山地区を結ぶ。7時台から18時台まで、小杉ふれあいセンター発着便と太閤山ランド発着便がそれぞれ1時間に1本ずつ運行。

15.小杉駅・白石経由足洗線
- 小杉駅と本江・足洗地区を結ぶ。1日4，5本程度運行し、一部は富山高専前（射水キャンパス）まで足を延ばす。

16.小杉駅・大江経由足洗線
- 小杉駅と本江・足洗地区を結ぶ。15系統とは途中ルートが異なる。1日5本程度運行。

17.堀岡・片口経由小杉駅線
- 新港東口と片口・小杉駅を結ぶ。平日は朝夕中心に5～6本、休日は日中中心に4～5本程度運行し、休日3本は新湊大橋西桟橋口発着となる。新湊大橋西桟橋口-新港東口間のみの乗車も可能で、この間を富山県営渡船やあいの風プロムナードと組み合わせて回遊することもできる。

## 廃止路線
- 中央幹線
  - 2021年10月廃止。小杉駅南口－新湊間は7系統の快速便が代替機能を担っている。
  - 市民病院、市役所前、小杉駅南口、パスコ前の4停留所を結ぶ。市民病院行きは7時台から18時台まで、パスコ前行きは7時台から17時台まで、それぞれ30分おきに平日のみ運行。

- 海王丸パーク・ライトレール接続線
  - 2021年9月26日廃止。[6]
  - 新湊大橋西桟橋口からきっときと市場前、海王丸パークを経由して新湊大橋を渡り、新港東口から旧射水線に沿って射水市内に停車し、富山市に入ると無停車で富山ライトレール岩瀬浜駅とを結ぶ。1日4本、土・日・祝日のみ運行。射水市内のみの乗降は不可。
  - 新湊大橋西桟橋口は万葉線越ノ潟駅及び富山県営渡船越ノ潟発着場より徒歩3分。万葉線越ノ潟駅を下車して岩瀬浜駅に向かう際、新湊大橋西桟橋口から直接本系統に乗車しバスで新湊大橋を渡る、新湊大橋西桟橋から自転車歩行者道（あいの風プロムナード）を渡り新港東口から本系統乗車、富山県営渡船に乗船し新港東口から本系統乗車という3通りの行き方がある。
  - 通常の路線とは別の運賃形態であり、1日券・定期券は利用できない。大人：500円。子ども、障害者等：250円（同伴未就学児は無料）。

## 運賃体系
- 1回（均一運賃）
  - 大人：200円
  - 子ども（小学生以下）、障害者等：100円（同伴未就学児は無料）
- 1日券：300円
- 回数券：1,000円（100円券12枚綴り）
- 定期券（1か月）
  - 大人：4,000円
  - 子ども、障害者等：3,000円

## 車両
現在
- 日野・ポンチョ
- 日野・リエッセ
- 日野・レインボーRB
- 三菱ふそう・エアロミディME

過去
- 三菱ふそう・ローザ
- トヨタ・コースター
- クセニッツ・CITY-I、IV

など

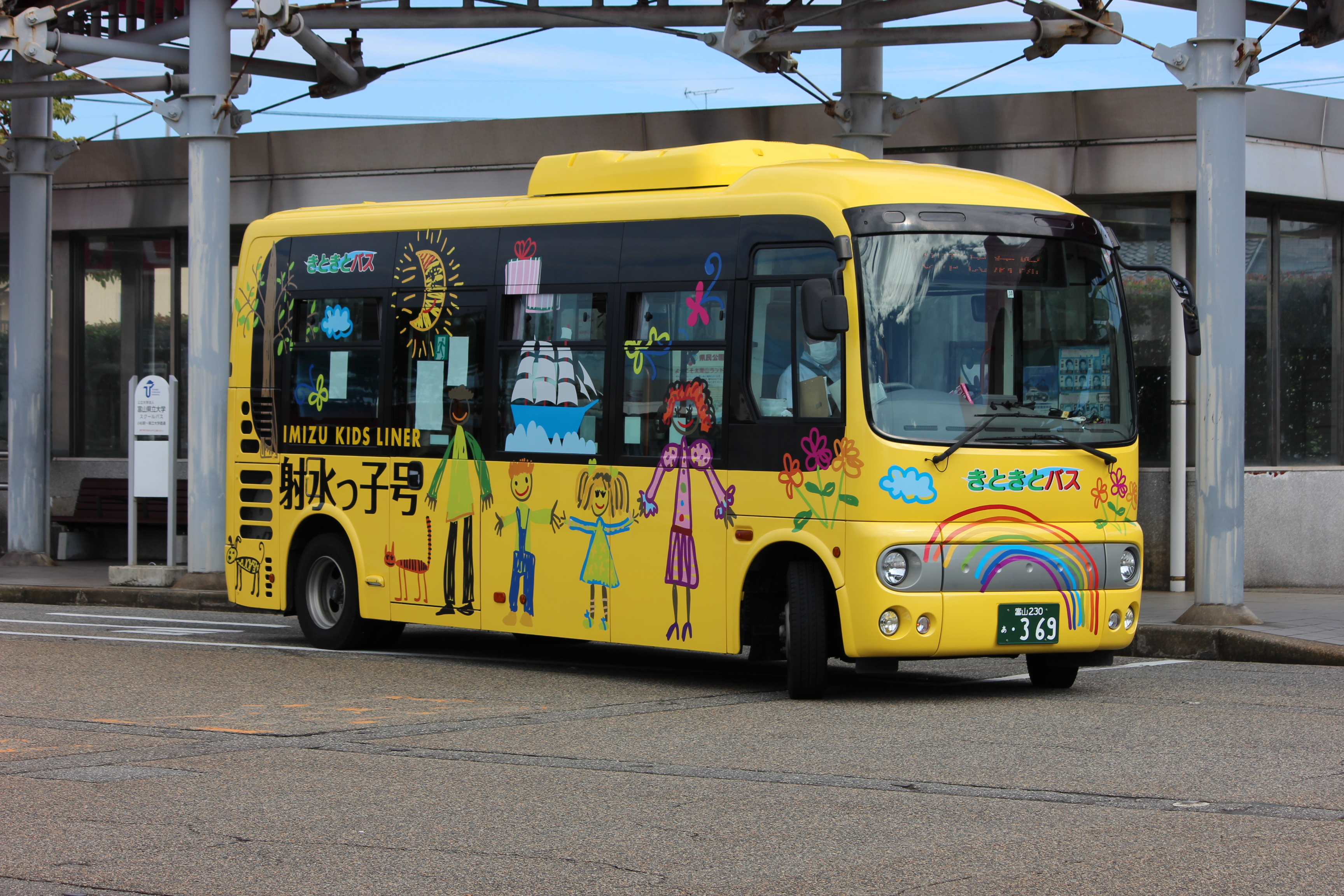
海王交通「射水っ子号」（日野・ポンチョ）
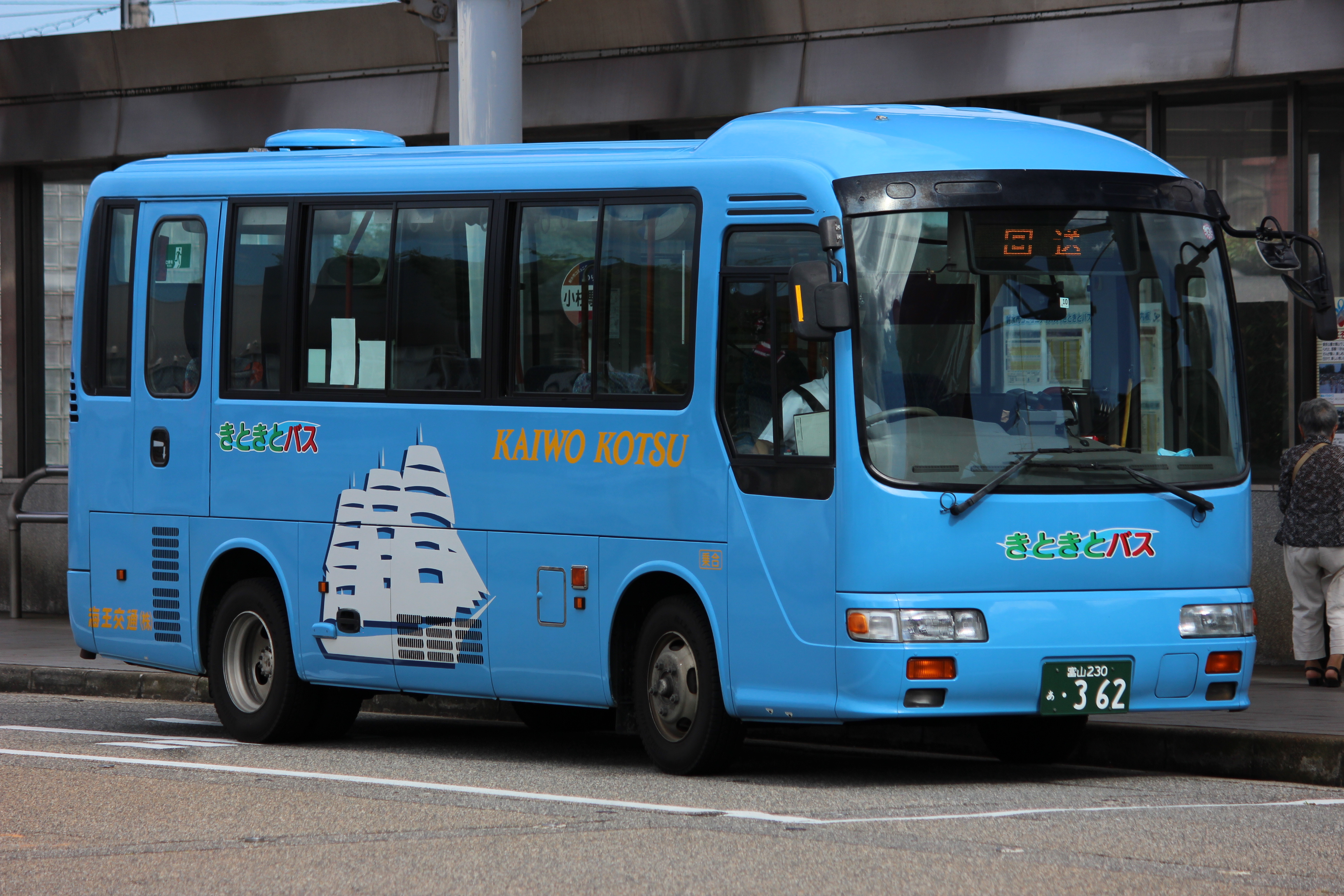
海王交通（日野・リエッセ）
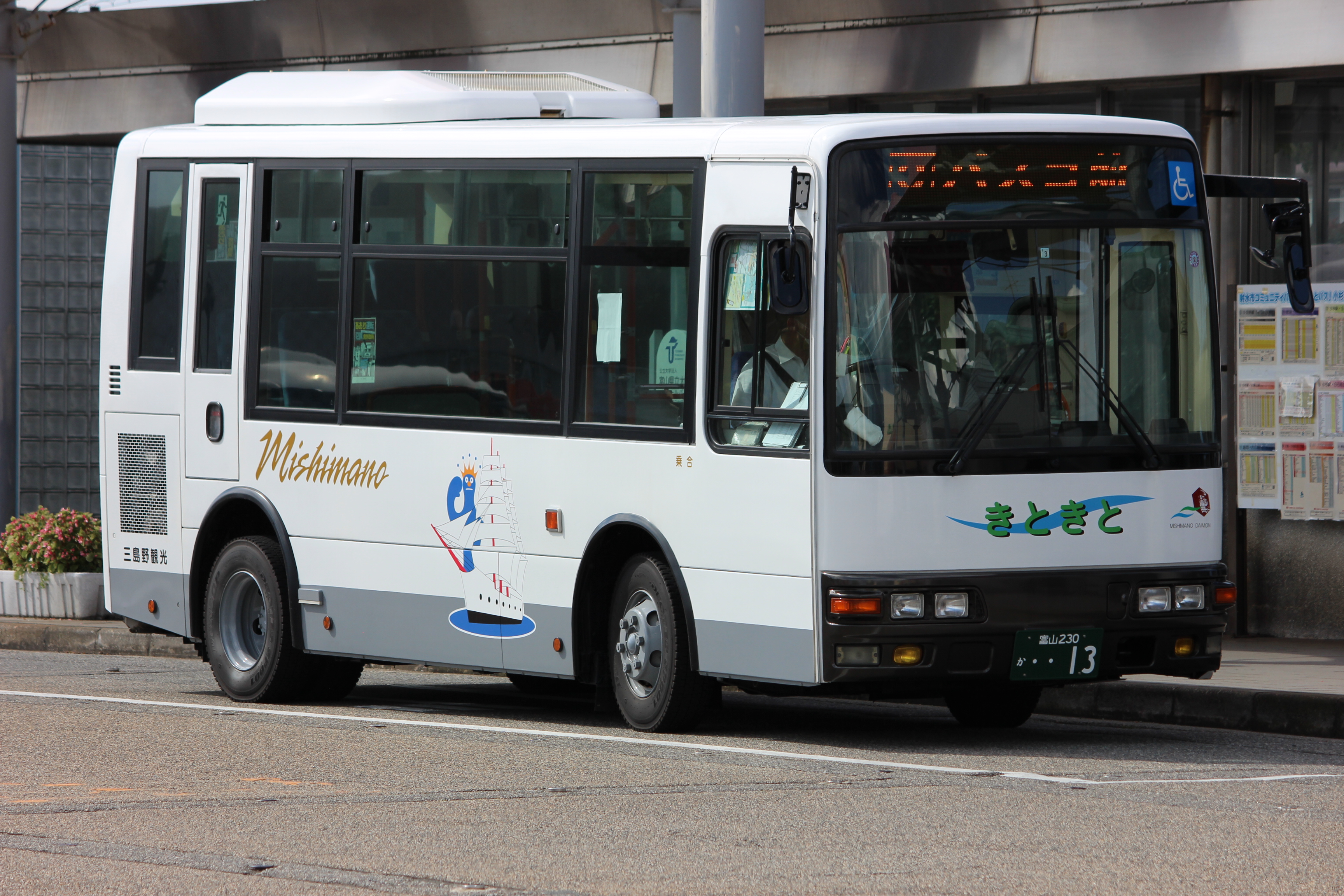
三島野観光（三菱ふそう・エアロミディME）